# Palatul Telefoanelor din Cluj
Palatul Telefoanelor din Cluj este una din clădirile reprezentative pentru arhitectura brutalistă din România, stilul arhitectural caracteristic al anilor 1970. Edificiul este situat pe str. Octavian Petrovici nr. 2 din municipiul Cluj-Napoca.
Autorul proiectului a fost arhitectul Vasile Mitrea, în 1968.
Clădirea a fost clasată ca monument istoric în 27 iunie 2025, ca urmare a publicării în Monitorul Oficial a unui Ordin al Ministrului Culturii din 16 septembrie 2020. Întârzierea de aproape 6 ani a fost cauzată de faptul că proprietarul clădirii, compania de telefonie Orange România, s-a opus în justiție. Clădirea a fost construită în două etape: între 1969-1970 au fost construite primele trei etaje, iar în 1976 s-a adăugat al patrulea etaj. 
Palatul Telefoanelor din Cluj este o clădire emblematică a modernismului socialist românesc din a doua jumătate a secolului XX, fiind reprezentativă pentru curentul brutalist în arhitectura autohtonă. Clădirea are un volum masiv și fațade din beton aparent și ferestre mici, dispuse aparent aleatoriu, într-un stil denumit de arhitect „ferestre împușcate”. Conform documentației cadastrale, clădirea are 8 niveluri: subsol, parter, cinci etaje și o terasă. 